# 毛家湾
毛家湾位于北京西城区平安里东南、中南海西北、皇城根附近的两条小巷，南巷称前毛家湾，北巷称后毛家湾，曾是中国共产党领导人林彪住处的代名词。

## 相关情况
此地是明代大学士毛纪的故居，胡同也因此得名“毛家湾”。两条小巷中间夹着几个大院落，院中有院，院院相连，从外面看只是一堵毫不起眼的普通灰色高墙。东邻解放军总政治部，北邻解放军出版社（平安里3号），环境幽静。这里1953年以前曾经是高岗的住所。经扩建，1966年前迁走了东侧院的医院和60多户居民，建筑面积达到1.13万平方米。仅土建费即达380万多元人民币。
前毛家湾一号门是工作人员的宿舍门，三号门是警卫中队驻地门，七号门是林彪办公室（主任叶群）秘书室办公室；后毛家湾有一道不常开的大门通向林、叶住宅后院，另一道小门通向林办秘书室办公室。林彪住4间（1间卧室、2间会客室、1间起居室），叶群住3间（1间卧室、1间会客室、1间书房），林立衡、林立果各住2间，此外还有2间电影放映室、1间电视室、3个图书馆、2间文物室（藏有3000多件国宝级古玩字画）、2间唱片室、2间照相暗室、台球室、面积达几百平方米的室内恒温游泳池、能容12辆以上专用车的车库等。在毛家湾常驻的除了警卫中队，秘书、贴身警卫、内勤、医生、通信员、管理员、汽车司机、厨师、锅炉工等20多人，另外还有临时被借调来帮忙的摄影、写字的、裱糊的、常备咨询的学者，等等。并设有一个党支部。
虽然林彪春、夏两季还另有苏州别墅(即现在的苏州南园宾馆)和人民大会堂浙江厅（夏季空调恒温）两处住所，但真正长住的还是毛家湾（北京的秋季格外宜人）。林彪喜欢常在园庭里信步散心。
由于林彪在文革时任中共中央副主席、中央军委副主席，位高权重，排名仅次于毛泽东，成为中共党章法定继承人，他的住所成为军队系统和中共高层领导人经常拜访、汇报请示的地方，许多事件都与他相联系。因此毛家湾就成了中央高层乃至民间在非正式场合对住宅主人林彪的代名词。被赋予浓重的政治意义。而这里24小时全天候戍守、戒备森严的警卫，来车、来人进出都要检验通行证、登记车号、证件号；更使之抹上了神秘色彩。
1971年九一三事件后，从这里搜索到的林彪、叶群的题字条幅、笔记、文件、藏书等，变为批判林彪的材料根据。
1980年代以后改为中共中央文献研究室所在地。现在中央文献出版社设在这里。